# ニック・マロンデ
ジョン・ニコラス・マロンデ（John Nicholas Maronde, 1989年9月5日 - ）は、アメリカ合衆国・ケンタッキー州レキシントン出身の元プロ野球選手（投手）。左投両打。

## 経歴

### プロ入り前
2008年のMLBドラフト43巡目（全体1294位）でオークランド・アスレチックスから指名されたが、入団せずにフロリダ大学へ進学した。

### プロ入りとエンゼルス時代
2011年のMLBドラフト3巡目（全体104位）でロサンゼルス・エンゼルス・オブ・アナハイムから指名され、7月6日に契約。契約後、傘下のパイオニアリーグのルーキー級オレム・オウルズでプロデビュー。11試合に先発登板して5勝0敗・防御率2.14・50奪三振の成績を残した。
2012年はまずA+級インランド・エンパイア・シックスティシクサーズでプレーし、10試合に先発登板して3勝1敗・防御率1.82・60奪三振の成績を残した。夏期にはルーキー級アリゾナリーグ・エンゼルスでプレーした。8月にAA級アーカンソー・トラベラーズへ昇格。7試合（先発5試合）に登板して3勝2敗・防御率3.34・21奪三振の成績を残した。9月1日にエンゼルスとメジャー契約を結んでアクティブ・ロースター入りし、翌2日のシアトル・マリナーズ戦でメジャーデビュー。2点ビハインドの6回1死から登板し、カルロス・ペゲーロを三振に抑え、打者一人で降板した。この年メジャーでは12試合に登板して防御率1.50・7奪三振の成績を残した。
2013年3月2日にエンゼルスと1年契約に合意。3月24日にAA級アーカンソーへ異動し、そのまま開幕を迎えた。4月23日にメジャーへ昇格。5月1日にAA級アーカンソーへ降格した。7月29日に再びメジャーへ昇格したが、8月14日にAAA級ソルトレイク・ビーズへ降格した。この年は10試合に登板して防御率6.75・5奪三振の成績を残した。
2014年は開幕ロースター入りしたが、4月11日にAAA級ソルトレイクへ降格。4月21日にメジャーへ再昇格した。再昇格後は防御率1点台に抑えていたが、5月4日のテキサス・レンジャーズ戦では1回4安打5失点3四球、7日のニューヨーク・ヤンキース戦では2安打3失点1四球で1死も取れず降板。防御率12.79まで落ち込み、8日にAAA級ソルトレイクへ降格。その後はメジャーへ昇格することはなく、7月10日にDFAとなった。この年エンゼルスでは11試合に登板して防御率12.79・7奪三振の成績を残した。

### インディアンス傘下時代
2014年7月12日に金銭トレードで、クリーブランド・インディアンスへ移籍したが、この年のインディアンスでのメジャー登板は無かった。オフの12月6日にDFAとなり、12月23日に40人枠を外れる形でAAA級コロンバス・クリッパーズへ配属された。
2015年はAA級アクロン・ラバーダックスとAAA級コロンバスでプレーし、2球団合計で36試合（先発12試合）に登板して0勝9敗・防御率4.70・93奪三振の成績を残した。
2016年もAA級アクロンとAAA級コロンバスでプレーし、2球団合計で38試合（先発2試合）に登板して0勝1敗5セーブ・防御率3.19・39奪三振の成績を残した。

### マーリンズ傘下時代
2016年12月8日にルール・ファイブ・ドラフト（マイナーリーグ・フェイズ）でマイアミ・マーリンズから指名され、移籍した。

## 詳細情報

### 年度別投手成績
| 年 度     | 球 団     | 登 板 | 先 発 | 完 投 | 完 封 | 無 四 球 | 勝 利 | 敗 戦 | セ 丨 ブ | ホ 丨 ル ド | 勝 率 | 打 者 | 投 球 回 | 被 安 打 | 被 本 塁 打 | 与 四 球 | 敬 遠 | 与 死 球 | 奪 三 振 | 暴 投 | ボ 丨 ク | 失 点 | 自 責 点 | 防 御 率 | W H I P |
| --------- | --------- | ----- | ----- | ----- | ----- | -------- | ----- | ----- | -------- | ----------- | ----- | ----- | -------- | -------- | ----------- | -------- | ----- | -------- | -------- | ----- | -------- | ----- | -------- | -------- | ------- |
| 2012      | LAA       | 12    | 0     | 0     | 0     | 0        | 0     | 0     | 0        | 3           | ----  | 27    | 6.0      | 6        | 0           | 3        | 0     | 0        | 7        | 0     | 0        | 1     | 1        | 1.50     | 1.50    |
| 2013      | LAA       | 10    | 0     | 0     | 0     | 0        | 0     | 0     | 0        | 2           | ----  | 28    | 5.1      | 4        | 1           | 8        | 1     | 0        | 5        | 1     | 0        | 6     | 4        | 6.75     | 2.25    |
| 2014      | LAA       | 11    | 0     | 0     | 0     | 0        | 0     | 0     | 0        | 1           | ----  | 38    | 6.1      | 12       | 0           | 7        | 0     | 1        | 7        | 1     | 0        | 9     | 9        | 12.79    | 3.00    |
| 通算：3年 | 通算：3年 | 33    | 0     | 0     | 0     | 0        | 0     | 0     | 0        | 6           | ----  | 93    | 17.2     | 22       | 1           | 18       | 1     | 1        | 19       | 2     | 0        | 16    | 14       | 7.13     | 2.26    |

- 「-」は記録なし

### 背番号
- 63（2012年 - 2014年）